# Vîșneve (Liubașivka), Bârzula
Vîșneve (în ucraineană Вишневе; în trecut, Jovtneve, în ucraineană Жовтневе) este un sat în comuna Liubașivka din raionul Bârzula, regiunea Odesa, Ucraina.

## Demografie
Componența lingvistică a localității Vîșneve
     Ucraineană (95,62%)
     Rusă (3,7%)
     Alte limbi (0,67%)
Conform recensământului din 2001, majoritatea populației localității Vîșneve era vorbitoare de ucraineană (95,62%), existând în minoritate și vorbitori de rusă (3,7%).